# Torgiano
Torgiano es una localidad y comune italiana de la provincia de Perugia, región de Umbría, con 6.091 habitantes.

## Evolución demográfica
| Gráfica de evolución demográfica de Torgiano entre 1861 y 2001 |
|                                                                |
| Fuente ISTAT - elaboración gráfica de Wikipedia                |

## Cultura

### Museos
- Museo del Vino
- Museo dell'Olivo e dell'Olio (Museo del olivo y del aceite)